# Rietveldova analiza
Rietveldova analiza je uporabna in relativno nova metoda za določanje podrobnih strukturnih informacij iz praškovnih difraktogramov. Strukturne lastnosti materialov odločilno vplivajo na kemijske in fizikalne lastnosti le-teh, zato je poznavanje strukture zelo pomembno. Ker pa se vseh snovi ne da pripraviti v obliki monokristalov, pač pa so pogosto v polikristalinični obliki ali v obliki prahu, je Rietveldova analiza postala pomembna analizna tehnika v vseh smereh znanosti, ki se ukvarjajo z materiali na nivoju atomske strukture (razporeditve atomov v prostoru). 
Rietveldova analiza temelji na modelu s katerim izračunamo difraktogram in le-tega primerjamo z eksperimentalnim. Model vsebuje strukture vseh kristaliničnih faz v vzorcu, podatke o ozadju ter matematične funkcije, s pomočjo katerih določamo obliko ter širino uklonov. S pomočjo izračuna celotnega difraktograma pa običajno lahko ugotovimo tudi kolikšen del intenzitete določenega vrha prispeva posamezna faza, če se ukloni prekrivajo.
Analiza z Rietveldovo metodo temelji na prilagajanju parametrov modela (osnovne celice in deleži prisotnih faz, širine vrhov, ozadje ...), da dobimo čim boljše ujemanje med izračunanim in izmerjenim difraktogramom. Večina računalniških programov deluje po metodi najmanjših kvadratov do konvergence variabilnih parametrov, ki pa jih izbere uporabnik interaktivno